# حقل أفروديت للغاز

المنطقة الاقتصادية الخاصة لإسرائيل وقبرص طبقا لتوقيعها في نيقوسيا.

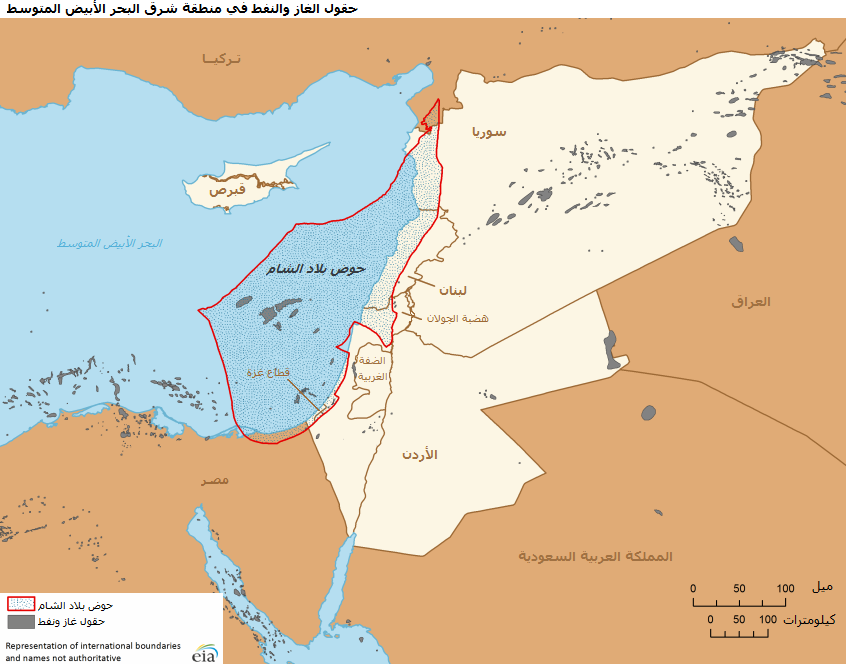
حوض ليفانت للغاز والنفط ;(عن US EIA).

حقل أفروديت للغاز (بالإنجليزية: Aphrodite gas field)‏ هو حقل في شرق البحر الأبيض المتوسط يوجد جنوب جزيرة قبرص وبه الغاز الطبيعي. تسمى منطقة الاستكشاف بحفر آبار «القطاع 12» من «المنطقة الاقتصادية الخاصة» لقبرص. يقع حقل أفروديت للغاز نحو 34 كيلومتر غربا من حقل ليفياثان للغاز الإسرائيلي؛ ويحتوي القطاع 12 على ما يقدر بين 6 و3 - 6 تريليون قدم مكعب من الغاز الطبيعي (أي ما يعادل 100 مليار إلى 170 مليار متر مكعب من الغاز الطبيعي).
حصلت الشركة الأمريكية «نوبل إنرجي» على عقد حق استكشاف القطاع 12 في أكتوبر 2008. وتعاقدت نوبل انرجي في أغسطس 2011 مع الحكومة القبرصية على مشاركتها في استغلال الإنتاج وتطوير الوضع الاقتصادي للقطاع. وطبقا لإعلان من مصادر قبرصية ان شركة نوبل قد بدأت في أواسط سبتمبر حفر آبار استكشافية في القطاع 12 مصحوبة باعتراضات من الحكومة التركية.
وكانت قبرص قد اتفقت مع مصر على تخطيط الحدود البحرية بينهما في عام 2003، كما اتفقت مع لبنان في هذا الشأن في عام 2007.
واتفقت قبرص مع إسرائيل على الحدود البحرية بينهما في عام 2010.
ولكن تركيا لم تعترف بالاتفا قات على الحدود بين قبرص وجيرانها،
وهددت تركيا بتحريك قواتها البحرية في حالة بدء قبرص الحفر في القطاع 12.
.
يؤيد قبرص فيما تقوم به من عمليات حفر آبار الولايات المتحدة الأمريكية، والاتحاد الأوروبي وروسيا والأمم المتحدة؛ وفي 19 سبتمبر 2011 بدأ الحفر في القطاع 12 من دون حدوث أعمال عنف. وينطبق تطوير واستغلال موارد الغاز والنفط في المنطقة الاقتصادية الحصرية Exclusive Economic Zone لقبرص مع اتفاقية الأمم المتحدة الخاصة بقانون البحار (UNCLOS) والتي وافقت عليها قبرص في عام 1988.
كما أعلنت المملكة المتحدة عن حقها في استغلال المنطقة حيث أن لها قاعدتين تابعتين لها في قبرص - احتفظت بهما بعد استقلال قبرص. وتتضمن معادة استقلال جمهورية قبرص (طبقا للمرفقة 1 من المعادة، القسم الثالث) تنفي انتماء تلك المنطقتين المحيطتان بالقاعدتين إلى قبرص.
يعتبر الشعب القبرصي أن حقل افروديت للغاز سوف يدعم الاقتصاد القبرصي ويخفض من معدل البطالة المتزايدة فيها. وطبقا لتقديرات شركة «نوبل إنرجي» يوجد احطياطي من النفط أكيد في الحقل بمقدار 7 و3 مليار برميل من النفط. كما يحوي الحقل نحو 7 تريليون قدم مكعب من الغاز الطبيعي - أو ما بين 5 إلى 8 تريليون قدم مكعب من الغاز.